# Cophyla
Cophyla é um gênero de anfíbios da família Microhylidae.
As seguintes espécies são reconhecidas:
- Cophyla alticola (Guibé, 1974)
- Cophyla ando (Scherz, Köhler, Vences, and Glaw, 2019)
- Cophyla barbouri (Noble, 1940)
- Cophyla berara Vences, Andreone, and Glaw, 2005
- Cophyla cowanii (Boulenger, 1882)
- Cophyla fortuna Rakotoarison, Scherz, Bletz, Razafindraibe, Glaw, and Vences, 2019
- Cophyla grandis (Boulenger, 1889)
- Cophyla karenae (Rosa, Crottini, Noel, Rabibisoa, Raxworthy, and Andreone, 2014)
- Cophyla laetus (Rakotoarison, Scherz, Köhler, Ratsoavina, Hawlitschek, Megson, Vences & Glaw, 2020)
- Cophyla maharipeo Rakotoarison, Crottini, Müller, Rödel, Glaw, and Vences, 2015
- Cophyla mavomavo (Andreone, Fenolio, and Walvoord, 2003)
- Cophyla milloti (Guibé, 1950)
- Cophyla noromalalae Rakotoarison, Crottini, Müller, Rödel, Glaw, and Vences, 2015
- Cophyla occultans (Glaw and Vences, 1992)
- Cophyla olgae (Rakotoarison, Glaw, Vieites, Raminosoa, and Vences, 2012)
- Cophyla phyllodactyla Boettger, 1880
- Cophyla pollicaris (Boulenger, 1888)
- Cophyla puellarum Rakotoarison, Crottini, Müller, Rödel, Glaw, and Vences, 2015
- Cophyla rava (Glaw, Köhler, and Vences, 2012)
- Cophyla tetra (Andreone, Fenolio, and Walvoord, 2003)
- Cophyla tsaratananaensis Guibé, 1974
- Cophyla tuberifera (Methuen, 1920)